# William Moore (Musiker)
William „Bill“ Moore (* 3. März 1893 in Dover, Georgia; † 22. November 1951 in Warrenton, Virginia) war ein afroamerikanischer Bluessänger und -Gitarrist.
Er wurde als einziger Country-Bluessänger aus Virginia im Jahre 1928 in Chicago für das Plattenlabel Paramount aufgenommen. Seine 78 rpm Schallplatten sind bei Sammlern heiß begehrt, sein auf Plattenaufnahmen erhaltenes Repertoire, insgesamt acht Songs, wurde auf einer Vielzahl von LP- und CD-Samplern wiederveröffentlicht. Seine Kompositionen (z. B. Ragtime Millionaire, Old Country Rock, One Way Gal) sind von einer Reihe von Musikern gecovert worden, unter ihnen Dave „Snaker“ Ray, John Fahey, Stefan Grossman und Duck Baker, The Insect Trust, The Notting Hillbillies.